# Sint-pop
Sint-pop (skraćeno od sintisajzerski pop; takođe poznat kao tehno-pop) je pravac popularne muzike u kojem se koriste, prevashodno ili isključivo, elektronski muzički instrumenti: sintisajzeri (klavijature), ritam-mašine (elektronski bubnjevi i udaraljke) i računari.
Pogrešno je verovanje da se elektronska muzika zasniva samo na veštačkom, elektronskim putem sintetizovanom zvuku. Upotrebom semplera, uređaja koji mogu da snime svaki prirodni zvuk, glas i zvuk pravih instrumenata se mogu reprodukovati putem klavijatura. Time je vešt klavijaturista, opremljen semplerima i ostalom potrebnom tehnikom, u prilici da bez potrebe za velikim brojem muzičara i saradnika, u potpunosti sam kreira svoj rad koristeći prave, prirodne zvuke instrumenata, ljudske glasove, horove i sl.